# Sonata da chiesa
Sonata da chiesa, auch unter der deutschen Bezeichnung Kirchensonate bekannt, ist eine Gattung der Instrumentalmusik aus der Barockzeit. Sie bildet das Gegenstück zur Sonata da camera, der Kammersonate. Kirchensonaten wurden zwar zwischen einzelnen Sätzen der Messe aufgeführt, haben jedoch, im Gegensatz beispielsweise zu Totenmessen, keine liturgische Funktion.

## Form
Bezeichnend für die Sonata da chiesa ist ihre Viersätzigkeit, meistens in der Folge langsam–schnell–langsam–schnell, daneben auch schnell–langsam–schnell–schnell. Es gibt auch drei- oder fünfsätzige Versionen, erstere beispielsweise in Bachs Triosonaten für Orgel. Der langsame Einleitungssatz, oft mit Grave oder Adagio überschrieben, verwendet häufig punktierten Rhythmus. Der folgende schnelle Satz ist fugiert. Der zweite langsame Satz hat in der Regel einen Dreiertakt, trägt oft  den Charakter einer Sarabande und steht zuweilen in der Paralleltonart. Der Schlusssatz ist wiederum meist fugiert, im tänzerischen Rhythmus einer Gigue, eines Menuetts oder einer Gavotte. Schon gegen Ende des 17. Jahrhunderts näherten sich die Typen der Kirchen- und der Kammersonate einander an.

## Bedeutende Vertreter
Erster bedeutender Vertreter sowohl der Kirchen- als auch der Kammersonate ist Arcangelo Corelli. Sein erstes gedrucktes Opus, die 12 Kirchensonaten op. 1 (1681), wurde ein europaweiter Erfolg. In der Folge verbreiteten sich beide Gattungen über Österreich, Deutschland, England und Frankreich. Beispiele finden sich bei Schmelzer, Biber, Georg Muffat, Fux, Henry Purcell, Francesco Geminiani, Händel, Telemann, François Couperin und Jean-Marie Leclair. Auch Johann Sebastian Bachs drei Solosonaten für Violine sowie die ersten fünf seiner Sechs Sonaten für Violine und Cembalo, BWV 1014–1019 und die ersten beiden seiner Drei Sonaten für Viola da Gamba und Cembalo, BWV 1027–1029 folgen dem Prinzip der Kirchensonate in der Satzfolge langsam–Fuge–langsam–schnell. Dies gilt auch für einige von Joseph Haydns frühen Sinfonien – Nr. 5, Nr. 11, Nr. 18, Nr. 21, Nr. 22, Nr. 34 und Nr. 49.
Mozart schrieb zwischen 1772 und 1780 im Auftrag von Erzbischof Colloredo 17 Kirchensonaten, die jedoch nicht der von Corelli eingeführten Form folgen. Sie umfassen nur einen Satz, sind für unterschiedliche Besetzungen geschrieben – teils für Orgel und Streicher, teils auch mit Bläsern – und wurden in der Messe zwischen Epistel und Evangelium vorgetragen.